# 부신백질이영양증
부신백질이영양증(Adrenoleukodystrophy, ALD)은 신경섬유의 신경초에 지방산이 쌓이는 장애이다. 부신백질이영양증은 X 염색체를 통한 반성 유전을 한다. 로렌조 오일로 진행을 늦출 수 있다.

## 같이 보기
- 퍼옥시좀